# Wladimir Michailowitsch Kirschon
Wladimir Michailowitsch Kirschon (russisch Владимир Михайлович Киршон; * 6. Augustjul. / 19. August 1902greg.; † 28. Juli 1938 in Moskau) war ein sowjetischer Schriftsteller und Literaturfunktionär (RAPP).
Kirschon verfasste Dramen mit aktueller Thematik (Die wunderbare Legierung 1934, deutsch 1936). Er war ein überzeugter Stalinist, fiel 1938 dennoch den Stalinschen Säuberungen zum Opfer.